# Fölskärs kobborna
Fölskärs kobborna är skär i Åland (Finland). De ligger i Skärgårdshavet och i kommunen Kökar i landskapet Åland, i den sydvästra delen av landet. Öarna ligger omkring 64 kilometer sydöst om Mariehamn och omkring 230 kilometer väster om Helsingfors. Fölskärs kobborna ligger 5 meter över havet.
Arean för den av öarna koordinaterna pekar på är 0,3 hektar och dess största längd är 110 meter i öst-västlig riktning. Trakten är glest befolkad. Närmaste större samhälle är Kökar, 11,5 km norr om Fölskärs Kobborna.